# Super Bowl XXVI
Super Bowl XXVI var den 26. udgave af Super Bowl, finalen i den amerikanske football-liga NFL. Kampen blev spillet 26. januar 1992 i Hubert H. Humphrey Metrodome i Minneapolis og stod mellem Washington Redskins og Buffalo Bills. Redskins vandt 37-24, og tog dermed sin tredje Super Bowl sejr gennem tiden. Det var desuden det andet af Bills fire Super Bowl-nederlag i træk. 
Kampens MVP (mest værdifulde spiller) blev Redskins quarterback Mark Rypien.
| NFL | Spire Denne artikel om NFL er en spire som bør udbygges. Du er velkommen til at hjælpe Wikipedia ved at udvide den. |